# Reserva Natural de Madissaare
A Reserva Natural de Madissaare é uma reserva natural localizada no condado de Pärnu, na Estónia.
A área da reserva natural é de 101 hectares.
A área protegida foi fundada em 2007 para proteger tipos de habitat valiosos e espécies ameaçadas na vila de Rabavere e em Tarva.